# Loosdorf
Loosdorf è un comune austriaco di 3 803 abitanti nel distretto di Melk, in Bassa Austria; ha lo status di comune mercato (Marktgemeinde). Vi risiedette la famiglia nobiliare di origine polacca dei Ledóchowski, che nel XIX secolo espresse diverse personalità di rilievo della Chiesa cattolica native di Loosdorf (Maria Teresa, Urszula e Włodzimierz).